# Rot Weiss Ahlen
El Rot Weiss Ahlen es un equipo de fútbol alemán de Ahlen, Renania del Norte-Westfalia. Fue fundado en 1996, el club era comúnmente conocido como LR Ahlen por el patrocinador principal, pero el nombre del club cambió cuando el patrocinador decidió no continuar con el patrocinio tras el descenso del equipo a la Regionalliga Nord (III) en 2006. Juega en la Regionalliga West, en la cuarta categoría del fútbol alemán.

## Uniforme
- Uniforme titular: Camiseta roja, pantalón blanco y medias rojas.
- Uniforme alternativo: Camiseta, pantalón y medias negras.

## Jugadores

### Jugadores destacados
- Marco Reus
- Kevin Großkreutz